# Pomnik św. Urbana I w Zielonej Górze
Pomnik św. Urbana I w Zielonej Górze – pomnik Patrona Zielonej Góry dłuta Artura Wochniaka odsłonięty w Zielonej Górze w 2018 r.

## Budowa pomnika
Idea budowy pomnika św. Urbana I zrodziła się w związku z ustanowieniem św. Urbana I w 2010 Patronem Zielonej Góry. Grupa mieszkańców, której przewodził dr Zbyszko Stojanowski-Han, wzorem innych europejskich i polskich miast chciała, aby miasto miało swojego patrona. Zarówno patronat św. Urbana I jak i budowa pomnika Patrona Miasta to inicjatywa oddolna. W 2011 Społeczny Komitet Ogłoszenia Św. Urbana I Patronem Miasta Zielona Góra przekształcił się w Społeczny Komitet Powstania Pomnika św. Urbana I Patrona Miasta. Komitet zebrał blisko 2,5 tysiąca podpisów poparcia pod ideą budowy pomnika. Pomysł zyskał akceptację władz samorządowych Zielonej Góry. 7 kwietnia 2014 Rada ds. Realizacji Form Przestrzennych działająca przy Prezydencie Miasta Zielona Góra jednogłośnie zatwierdziła  potrzebę powstania pomnika św. Urbana I na Pl. Powstańców Wielkopolskich. 26 lutego 2016 Rada Miasta przyjęła uchwałę w sprawie wzniesienia pomnika Świętego Urbana I – patrona Zielonej Góry. W wyniku konkursu wybrany został projekt zielonogórskiego artysty Artura Wochniaka.

## Lokalizacja
Pomnik został wzniesiony w centrum miasta na Placu Powstańców Wielkopolskich, w pobliżu kościoła Matki Bożej Częstochowskiej.  Jego uroczyste poświęcenie i odsłonięcie nastąpiło 30 sierpnia 2018.

## Opis pomnika
Pomnik św. Urbana I Patrona Miasta jest wykonany z brązu, a jego wysokość (bez cokołu) wynosi 2,20 m. Pomnik przedstawia papieża św. Urbana I o dobrotliwej twarzy w sztach pontyfikalnych i w tiarze. W prawej dłoni trzyma krzyż papieski a lewą częstuje przechodniów kiścią winogron. Na granitowym cokole pomnika umieszczony został napis:
ŚWIĘTY URBAN I 
PATRON ZIELONEJ GÓRY 
ZIELONA GÓRA ANNO DOMINI 2018 